# Kawiarnia Fafik w Krakowie
Kawiarnia Fafik – nieistniejąca już kawiarnia znajdująca się w Krakowie, przy ulicy Siennej 13, na Starym Mieście.
Kawiarnia Fafik została założona w 1948 roku przez W. Hussakowskiego w kamienicy znajdującej się przy ulicy Siennej 13, na krakowskim Starym Mieście.
W latach 50. XX wieku lokal został ozdobiony dekoracją nawiązującą do szaty graficznej tygodnika „Przekrój”. Kawiarnia została zlikwidowana w 1996 roku.